# Грыфицкий повет

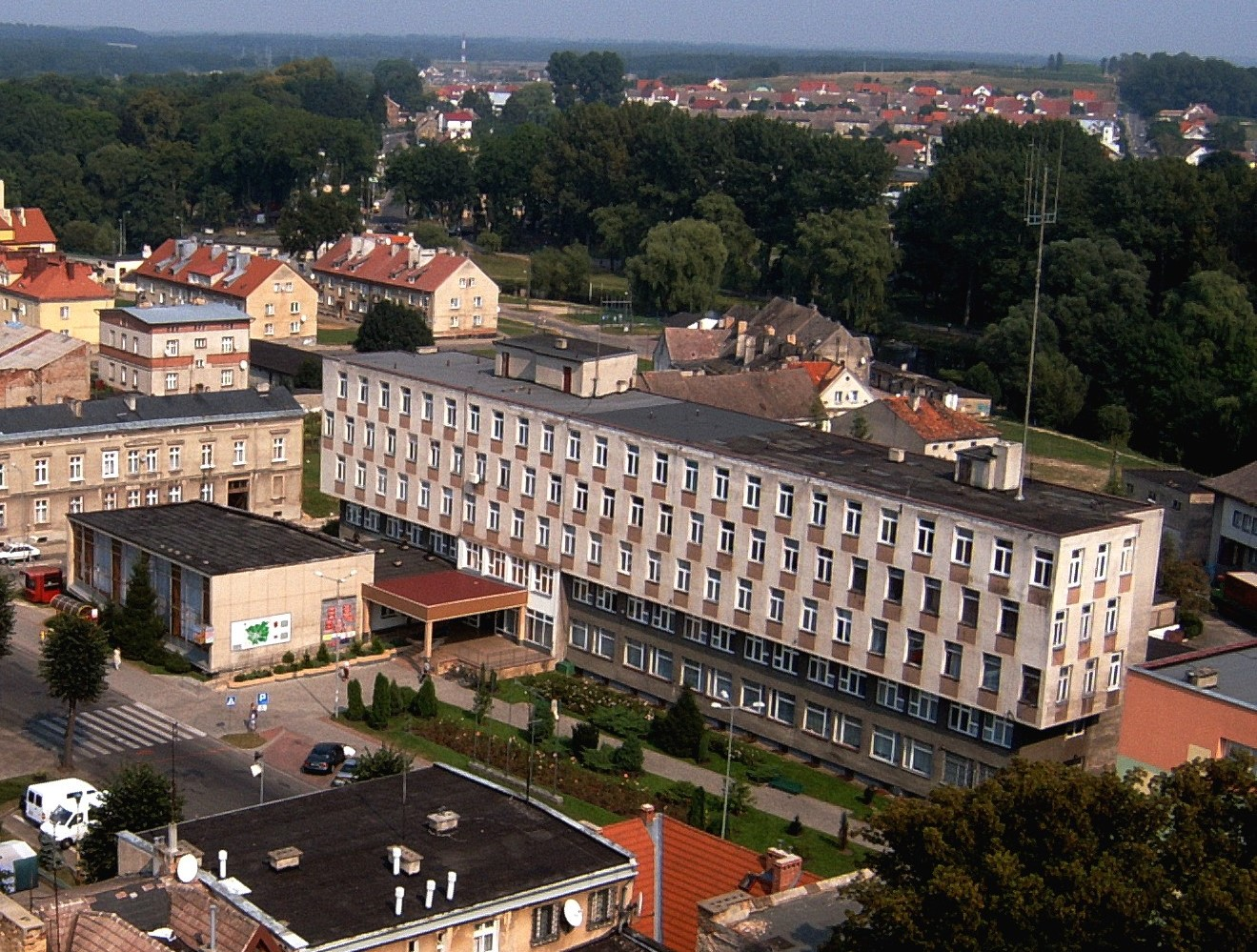
Здание Городского Учреждения и Староства

Грыфицкий повят (пол. Powiat gryficki) — повят (район) в Польше, входит как административная единица в Западно-Поморское воеводство. Центр повята — город Грыфице. Занимает площадь 1017 км². Население — 61 371 человек (на 31 декабря 2015 года).

## Административное деление
- Города: Грыфице, Плоты, Тшебятув
- Городско-сельские гмины: Гмина Грыфице, Гмина Плоты, Гмина Тшебятув
- Сельские гмины: Гмина Бройце, Гмина Карнице, Гмина Реваль

## Демография
Население повята дано на 31 декабря 2015 года.
| Перепись            | Всего | Мужчины | Женщины |
| ------------------- | ----- | ------- | ------- |
| Всего               | 61371 | 30366   | 31005   |
| Городское население | 30890 | 15000   | 15890   |
| Сельское население  | 30481 | 15366   | 15115   |

## Достопримечательности
- Руины церкви в Тржесаче